# Alampyris photinoides
Alampyris photinoides är en skalbaggsart som beskrevs av Bates 1881. Alampyris photinoides ingår i släktet Alampyris och familjen långhorningar.
Artens utbredningsområde är Guatemala. Inga underarter finns listade i Catalogue of Life.